# Torneo de Pekín 2013
El China Open 2013 es un torneo de tenis que pertenece tanto a la ATP en la categoría de ATP World Tour 500 como a la WTA en la categoría Premier Mandatory. Los eventos femeninos y los eventos masculinos se llevarán a cabo en el Centro de Tenis del Parque Olímpico de Pekín (Olympic Green Tennis Center, en inglés) de Pekín, China, del 1 de octubre al 7 de octubre de 2013 sobre pista dura.

## Distribución de puntos
| Etapa                         | Individual masculino | Dobles masculino | Individual femenino | Dobles femenino |
| ----------------------------- | -------------------- | ---------------- | ------------------- | --------------- |
| Campeón                       | 500                  | 500              | 1000                | 1000            |
| Finalista                     | 300                  | 300              | 700                 | 700             |
| Semifinales                   | 180                  | 180              | 450                 | 450             |
| Cuartos de final              | 90                   | 90               | 250                 | 250             |
| tercera ronda                 | 45                   | 0                | 140                 | 140             |
| segunda ronda                 | 0                    | –                | 80                  | 5               |
| primera ronda                 | 10                   | –                | 5                   | –               |
| Clasificado                   | 20                   | –                | 30                  | –               |
| Finalista de la clasificación | 10                   | –                | 20                  | –               |
| 1ª ronda de clasificación     | 0                    | –                | 1                   | –               |

## Cabezas de serie

### Individual Masculino
| Tenista            | Ranking | Preclasificado |
| Novak Djokovic     | 1       | 1              |
| Rafael Nadal       | 2       | 2              |
| David Ferrer       | 4       | 3              |
| Tomáš Berdych      | 6       | 4              |
| Richard Gasquet    | 9       | 5              |
| Stanislas Wawrinka | 10      | 6              |
| Tommy Haas         | 13      | 7              |
| John Isner         | 16      | 8              |

- Los cabezas de serie están basados en el ranking ATP del 23 de septiembre de 2013.

### Individual Femenino
| Tenista              | Ranking | Preclasificada |
| Serena Williams      | 1       | 1              |
| Victoria Azarenka    | 2       | 2              |
| Agnieszka Radwańska  | 4       | 3              |
| Li Na                | 5       | 4              |
| Sara Errani          | 6       | 5              |
| Caroline Wozniacki   | 8       | 6              |
| Angelique Kerber     | 9       | 7              |
| Jelena Janković      | 10      | 8              |
| Petra Kvitová        | 11      | 9              |
| Roberta Vinci        | 12      | 10             |
| Sloane Stephens      | 13      | 11             |
| Carla Suárez Navarro | 14      | 12             |
| Sabine Lisicki       | 15      | 13             |
| Ana Ivanovic         | 16      | 14             |
| Samantha Stosur      | 17      | 15             |
| Simona Halep         | 18      | 16             |

- Los cabezas de serie están basados en el ranking WTA del 23 de septiembre de 2013.

### Dobles masculinos
| Tenista                                | Ranking | Preclasificada |
| Daniel Nestor Leander Paes             | 19      | 1              |
| Mahesh Bhupathi Robert Lindstedt       | 28      | 2              |
| Aisam-ul-Haq Qureshi Jean-Julien Rojer | 29      | 3              |
| Julien Benneteau Nenad Zimonjić        | 36      | 4              |

- Los cabezas de serie, están basados en el ranking ATP del 23 de septiembre de 2013.

### Dobles femeninos
| Tenista                                | Ranking | Preclasificada |
| Sara Errani Roberta Vinci              | 2       | 1              |
| Hsieh Su-wei Peng Shuai                | 18      | 2              |
| Ashleigh Barty Casey Dellacqua         | 23      | 3              |
| Anna-Lena Grönefeld Katarina Srebotnik | 26      | 4              |
| Květa Peschke                          | 27      | 5              |
| Raquel Kops-Jones Abigail Spears       | 34      | 6              |
| Marina Erakovic Yelena Vesnina         | 35      | 7              |
| Cara Black Sania Mirza                 | 39      | 8              |

- Los cabezas de serie están basados en el ranking WTA del 23 de septiembre de 2013.

## Campeones

### Individual masculino
Novak Djokovic venció a  Rafael Nadal por 6-3, 6-4

### Individual femenino
Serena Williams  venció a  Jelena Janković por 6-2, 6-2.

### Dobles masculino
Max Mirnyi /  Horia Tecău  vencieron a  Fabio Fognini /  Andreas Seppi por 6-4, 6-2.

### Dobles femenino
Cara Black /  Sania Mirza vencieron a  Vera Dushevina /  Arantxa Parra Santonja por 6-2, 6-2